# Апальков, Михаил Петрович
Михаил Петрович Апальков (12 ноября 1925 — 25 марта 2013) — разведчик 110-го гвардейского стрелкового полка (38-я Лозовская гвардейская стрелковая дивизия, 70-я армия, 2-й Белорусский фронт) гвардии рядовой — на момент представления к награждению орденом Славы 1-й степени. Один из полных кавалеров ордена Славы, награждённых в годы войны четырьмя орденами Славы.

## Биография
Родился 12 ноября 1925 года в селе Терновском Московского района Ставропольского округа Северо-Кавказского края.
В конце 1943 года добровольцем ушёл на фронт. На фронте с февраля 1944 года.
25 августа 1944 года в бою у населённого пункта Воля-Раштовска, севернее города Варшавы Польша проник в тыл противника, уничтожил 13 противников и захватил пулемёт. 5 сентября 1944 года награждён орденом Славы 3-й степени.
12 сентября 1944 года награждён орденом Славы 3-й степени повторно, орден не был вручён.
17 января 1945 года в районе населённого пункта Модлин первым ворвался в траншею врага, уничтожил 2 и пленил 4 вражеских солдат, чем способствовал выполнению поставленной боевой задачи. 8 февраля 1945 года награждён орденом Славы 2-й степени.
18 марта 1945 года в районе населённого пункта Гросс-Катц во время атаки первым ворвался в траншею врага, ликвидировал пулемёт с расчётом. Взвод разведчиков удерживал позицию до подхода основных сил.
Указом Президиума Верховного Совета СССР от 29 июня 1945 года за мужество, отвагу и бесстрашие гвардии красноармеец Апальков Михаил Петрович награждён орденом Славы 1-й степени. Стал полным кавалером ордена Славы.
После войны продолжал службу в армии. В 1948 году уволился из армии.
В 1956—1963 годах и в 1964—1975 годах работал в Арзгирском отделе внутренних дел (в 1971—1975 годах — заместитель начальника отдела). Награждён медалями «За безупречную службу», «За доблестный труд», «Ветеран труда», знаком «Отличник милиции».
Вышел в отставку в 1978 году с должности заместителя начальника исправительно-трудовой колонии по воспитательной работе в звании подполковника внутренней службы.
Жил в селе Покойном Будённовского района Ставропольского края. Скончался там же 25 марта 2013 года.

## Память
- Имя Михаила Петровича Апалькова внесено в Книгу Почёта УВД Ставропольского края и в Книгу Почёта МВД СССР[3].
- Апальков является почётным жителем Арзгирского района Ставропольского края[1].
- В 2017 году в школе № 2 села Труновского Труновского района Ставропольского края открыта мемориальная доска в честь М. П. Апалькова[5].